# Pro Natura (Thụy Sĩ)

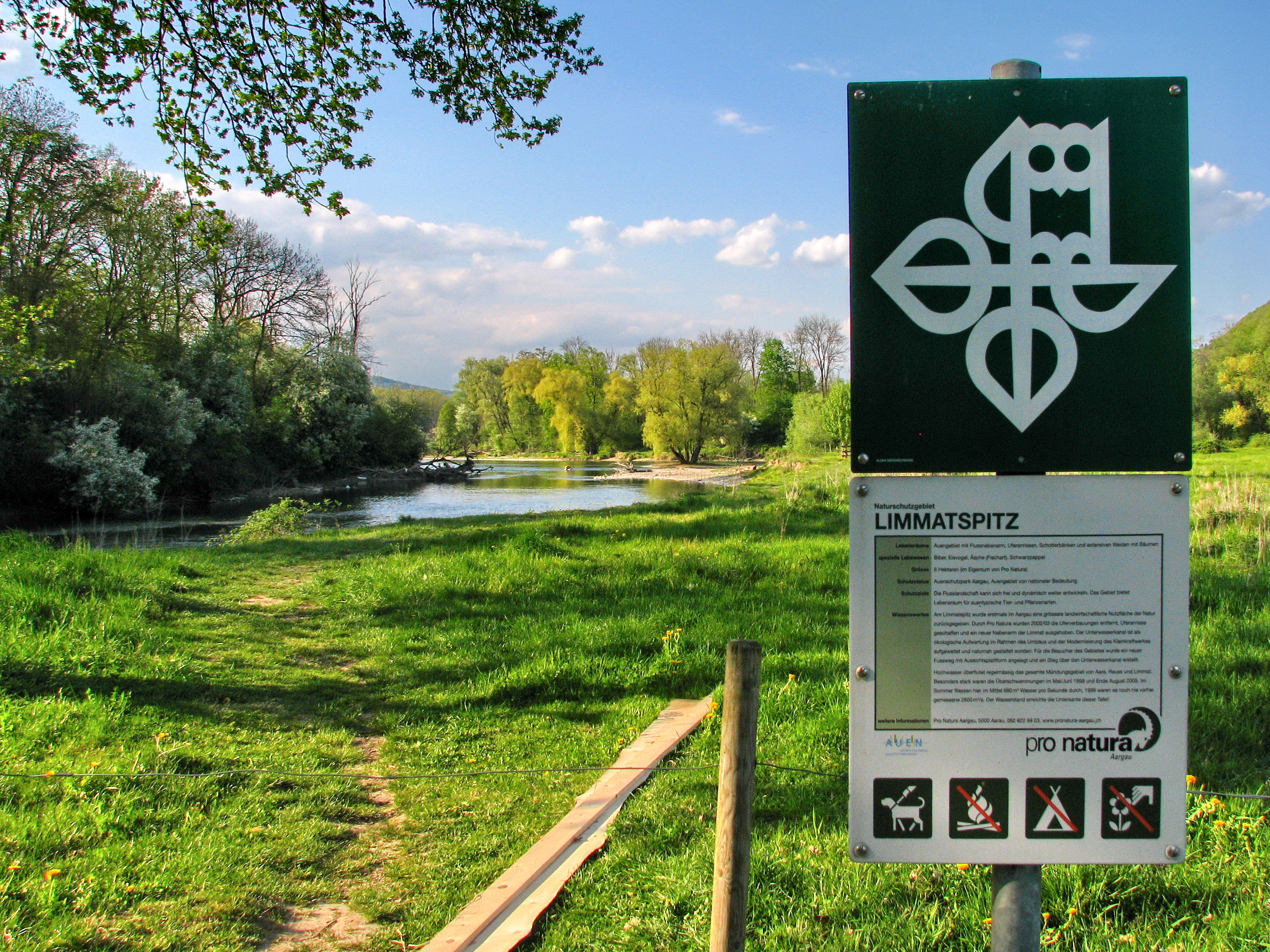
Limmatspitz thiên nhiên dự trữ của Pro Natura tại Aargau.

Pro Natura, thành lập năm 1909 tại Basel, ban đầu tổ chức được thành lập như Cuộc thi bảo vệ thiên nhiên của Thụy Sĩ, và cũng là tổ chức bảo vệ thiên nhiên đầu tiên được thành lập tại Thụy Sĩ.
Pro Natura quản lý khoảng 700 khu bảo tồn thiên nhiên có kích cỡ khác nhau trên toàn bộ lãnh thổ Thụy Sĩ (gồm 250 km 2vuông, trong đó Proground Natura chiếm 60 km2)

## Lịch sử
Trong năm 1909, đại diện của Trung tâm quản lí xã hội và khoa học tự nhiên của Thụy Sĩ thành lập Cuộc thi bảo Vệ của Thiên nhiên trên toàn lãnh thổ Thụy Sĩ (tiếng đức: Schweizerischen Bund für Naturschutz Pháp: Ligue suisse pour la protection de la nature) để tài trợ và tạo ra những công Viên Quốc gia tại Thụy Sĩ (khánh thành vào 1914). Vào năm 2000, Pro Natura đưa ra một chiến dịch hỗ trợ tạo ra một công Viên Quốc gia Thụy Sĩ thứ hai.
Trong năm 1947, Cuộc thi bảo vệ Thiên nhiên tại Thụy Sĩ tổ chức một hội nghị quốc tế tại Brunnen. Nó dẫn đến sự thành lập của Hiệp hội bảo Tồn Thiên Nhiên vào năm 1948.
Từ năm 1958 và 1963, Giải đấu của Thụy Sĩ cho những hành động bảo vệ Thiên nhiên, cùng với các Di sản xã Hội của Thụy Sĩ, Câu lạc bộ những người bảo vệ thiên nhiên vùng núi, thành lập những phong cảnh cần bảo tồn, và những cảnh đẹp quốc gia quan trọng. Dựa trên nó, Thụy Sĩ xuất bản liên Bang tồn dự trữ và bảo tồn nét đẹp cũng như giá trị về phong cảnh hay những tuyệt tác thiên nhiên vào năm 1977.
Kể từ năm 1995, Pro Natura đã trở thành một thành viên của môi trường toàn cầu mạng lưới kết nối những người bạn của trái đất. Trong năm 1997, Giải đấu của Thụy Sĩ cho những hành động bảo vệ Thiên nhiên áp dụng tên Pro Natura.

## Mục tiêu
- Tăng cường đa dạng sinh học
- Đảm bảo tính chất cảnh quan
- Bảo tồn tài nguyên thiên nhiên
- Tăng mối quan hệ với thiên nhiên

Họ đạt được mục tiêu của họ qua:

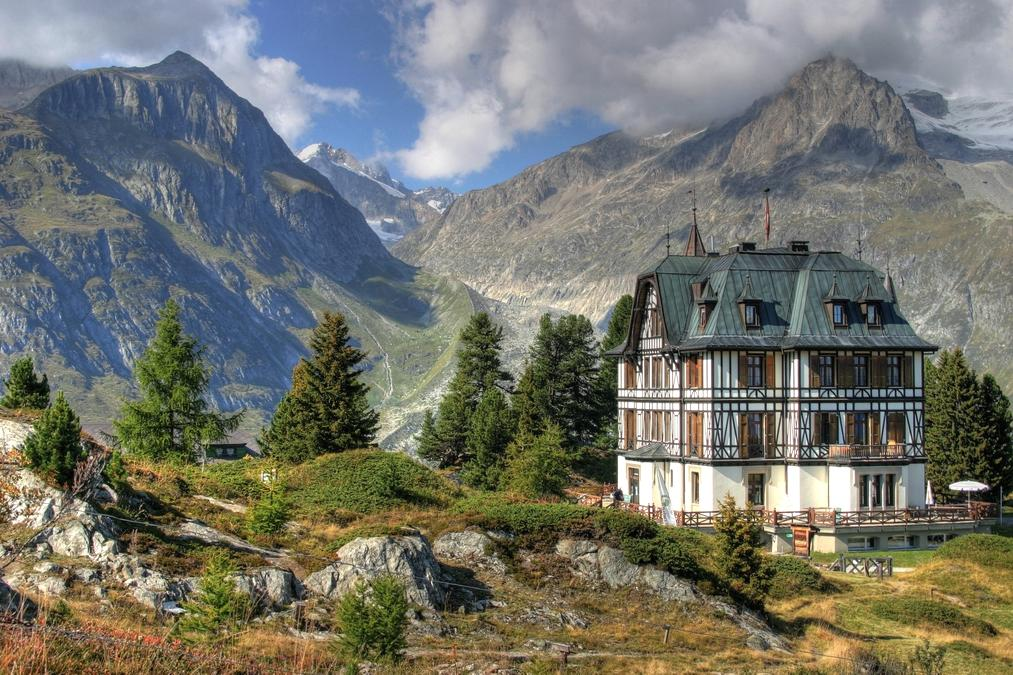
Các trung tâm bảo tồn thiên nhiên của Pro Natura, gần sông Băng Aletsch (!). Trung tâm bảo tồn thiên nhiên thứ 2 được đặt tại Champ-Pittet.

- Bảo vệ thiên nhiên ở cấp độ chính trị (chiến dịch, sáng kiến phổ biến của liên bang, v.v...)
- Bảo vệ thiên nhiên trong đồng ruộng (khu dự trữ thiên nhiên)
- Giáo dục môi trường (trung tâm tự nhiên, hoạt động cho trường học, v.v...)
- Truyền thông (tạp chí Pro Natura)

## Khác
Pro thiên nhiên cũng thu hút sự chú ý của công để khiếu nại. Nền tảng bắt đầu một chiến dịch truyền thông trong ngày 2014 gọi cho hành động của các nhà chức trách liên bang liên quan đến dư thừa hàng tồn kho trong các cấu trúc cho chăn nuôi gia súc, các eutrophication của lĩnh vực đó, đã tăng lên ồ ạt kể từ năm 1990, đặc biệt trong trường hợp của phosphor.